# Redes de Bravais
En geometría y cristalografía, las redes de Bravais son una disposición infinita de puntos discretos cuya estructura es invariante bajo cierto grupo de traslaciones. En la mayoría de casos, también se da una invariancia bajo rotaciones o simetría rotacional. Estas propiedades hacen que desde todos los nodos de una red de Bravais se tenga la misma perspectiva de la red. Se dice entonces que los puntos de una red de Bravais son equivalentes.
Mediante teoría de grupos se ha demostrado que solo existe una única red de Bravais unidimensional, 5 redes bidimensionales y 14 modelos distintos de redes tridimensionales.
La red unidimensional es elemental siendo esta una simple secuencia de nodos equidistantes entre sí. En dos o tres dimensiones las cosas se complican más y la variabilidad de formas obliga a definir ciertas estructuras patrón para trabajar cómodamente con las redes.
Para generar estas normalmente se usa el concepto de celda primitiva. Las celdas unitarias, son paralelogramos (2D) o paralelepípedos (3D) que constituyen la menor subdivisión de una red cristalina que conserva las características generales de toda la retícula, de modo que por simple traslación de la misma, puede reconstruirse la red al completo en cualquier punto.
Una red típica R en {\displaystyle \mathbb {R} ^{n}} tiene la forma:
{\displaystyle R=\left\{\sum _{i=1}^{n}\nu _{i}{\vec {a}}_{i}\;|\;\nu _{i}\in \mathbb {Z} \right\}}
donde {a1,..., an} es una base en el espacio Rn. Puede haber diferentes bases que generen la misma red pero el valor absoluto del determinante de los vectores ai vendrá siempre determinado por la red por lo que se lo puede representar como d(R).
Las celdas unitarias se pueden definir de forma muy simple a partir de dos vectores (2D) o tres vectores (3D). La construcción de la celda se realiza trazando las paralelas de estos vectores desde sus extremos hasta el punto en el que se cruzan. Existe un tipo de celda unitaria que se construye de un modo distinto y que presenta ciertas ventajas en la visualización de la red ya que posee la misma simetría que la red, es la celda de Wigner-Seitz. Una celda unitaria se caracteriza principalmente por contener un único nodo de la red de ahí el adjetivo de "unitaria". Si bien en muchos casos existen distintas formas para las celdas unitarias de una determinada red el volumen de toda celda unitaria es siempre el mismo.

## Características
En ocasiones resulta más sencillo construir otro tipo de celdas que sin ser unitarias describen mejor la estructura de la red que tratamos. Este tipo de celdas se denominan celdas convencionales. Estas tienen, a su vez, sus propios parámetros de red y un volumen determinado.
Todas estas celdas se consideran celdas primitivas ya que son capaces de cubrir todo el espacio mediante traslaciones sin que queden huecos ni solapamientos. Sus diferencias o características son las siguientes:
Empaquetamiento compacto: Esto es cuando los átomos de la celda están en contacto unos con otros. No siempre será así y en muchos casos mediará una distancia mínima entre las nubes electrónicas de los diferentes átomos.
Parámetro de red: Es la longitud de los lados de la celda unitaria. Puede haber tan solo uno, dos o hasta tres parámetros de red distintos dependiendo del tipo de red de Bravais que tratemos. En las estructuras más comunes se representa con la letra a y con la c en caso de haber dos.
Nodos o átomos por celda: Tal y como dice el nombre es el número de nodos o átomos que posee cada celda. Una celda cuadrada, por ejemplo, poseerá un nodo por celda ya que cada esquina la comparte con cuatro celdas más. De hecho si una celda posee más de un nodo de red es que no es unitaria, en cambio si posee más de un átomo por celda pudiera ser que estuviésemos en una celda unitaria pero con una base atómica de más de un átomo.
Número de coordinación: Es el número de puntos de la red más cercanos, los primeros vecinos, de un nodo de la red. Si se trata de una estructura con empaquetamiento compacto el número de coordinación será el número de átomos en contacto con otro. El máximo es 12.
Factor de empaquetamiento atómico: Fracción del espacio de la celda unitaria ocupada por los átomos, suponiendo que estos son esferas sólidas.
{\displaystyle f={\frac {n\cdot v}{V_{c}}}}
Donde f es el factor de empaquetamiento o fracción de volumen ocupado, n el número de átomos por celda, v el volumen del átomo y Vc el volumen de la celda. Normalmente se suele dar el factor de empaquetamiento compacto para las diferentes celdas como indicador de la densidad de átomos que posee cada estructura cristalina. En este caso los átomos se tratan como esferas rígidas en contacto con sus vecinos más cercanos.
Densidad: A partir de las características de la red, puede obtenerse la densidad teórica del material que conforma la red mediante la siguiente expresión.
{\displaystyle \rho ={\frac {n\cdot m}{N_{A}\cdot V_{c}}}}
Donde ρ es la densidad, NA el número de Avogadro y m la masa atómica.
Volumen de la celda unitaria primitiva: Toda celda unitaria tiene el mismo volumen representado por la siguiente fórmula.
{\displaystyle v_{cup}=|{\vec {a}}_{1}({\vec {a}}_{2}\times {\vec {a}}_{3})|}
Donde a son los vectores de la base de la red.

## Redes bidimensionales
Según los ángulos y la distancia entre los nodos se distinguen 5 redes distintas.

## Redes tridimensionales

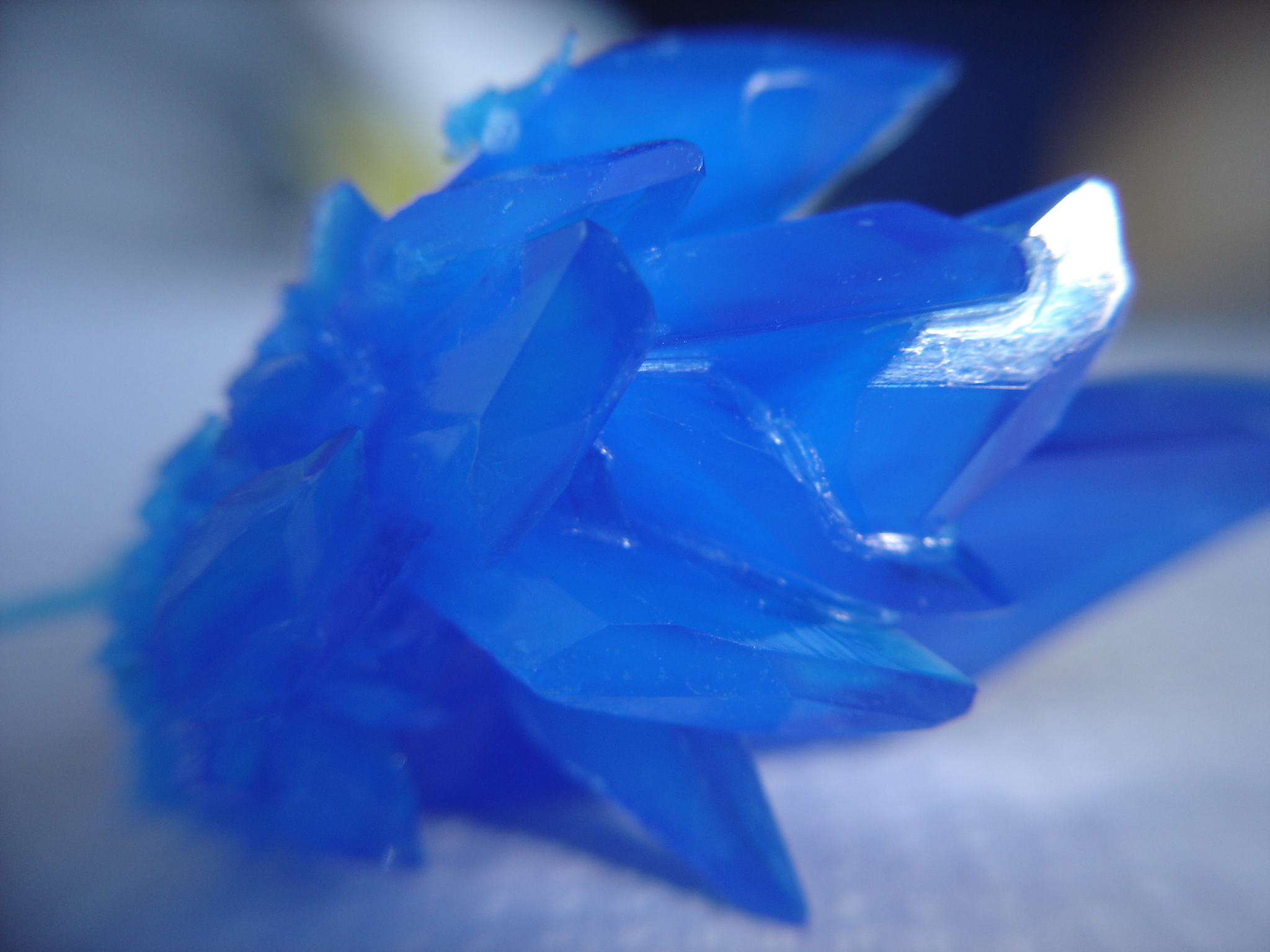
Cristal de sulfato de cobre. Se aprecia que el cristal no crece uniformemente sino que existen planos que han crecido con mayor rapidez.

En función de los parámetros de la celda unitaria, longitudes de sus lados y ángulos que forman, se distinguen 7 sistemas cristalinos.
Para determinar completamente la estructura cristalina elemental de un sólido, además de definir la forma geométrica de la red, es necesario establecer las posiciones en la celda de los átomos o moléculas que forman el sólido cristalino; lo que se denominan puntos reticulares. Las alternativas son las siguientes:
- P: Celda primitiva o simple en la que los puntos reticulares son solo los vértices del paralelepípedo.
- F: Celda centrada en las caras, que tiene puntos reticulares en las caras, además de en los vértices. Si solo tienen puntos reticulares en las bases, se designan con las letras A, B o C según sean las caras que tienen los dos puntos reticulares.
- B: Celda centrada en el cuerpo, que tiene un punto reticular en el centro de la celda, además de los vértices.
- C: Primitiva con ejes iguales y ángulos iguales o hexagonal doblemente centrada en el cuerpo, además de los vértices.

Combinando los 7 sistemas cristalinos con las disposiciones de los puntos de red mencionados, se obtendrían 28 redes cristalinas posibles. En realidad, como puede demostrarse, solo existen 14 configuraciones básicas, pudiéndose obtener el resto a partir de ellas. Estas estructuras se denominan redes de Bravais.
| Sistema cristalino     | Redes de Bravais    | Redes de Bravais                  | Redes de Bravais                   | Redes de Bravais                   |
| triclínico             | P                   |                                   |                                    |                                    |
| triclínico             | Triclínica          |                                   |                                    |                                    |
| monoclínico            | P                   | C                                 |                                    |                                    |
| monoclínico            | Monoclínica, simple | Monoclínica, centrada             |                                    |                                    |
| ortorrómbico           | P                   | C                                 | B                                  | F                                  |
| ortorrómbico           | Ortorómbico, simple | Ortorómbico, centrado en la base  | Ortorómbico, centrado en el cuerpo | Ortorómbico, centrado en las caras |
| tetragonal             | P                   | B                                 |                                    |                                    |
| tetragonal             | Tetragonal, simple  | Tetragonal, centrada en el cuerpo |                                    |                                    |
| romboédrico (trigonal) | P                   |                                   |                                    |                                    |
| romboédrico (trigonal) | Romboédrica         |                                   |                                    |                                    |
| hexagonal              | P                   |                                   |                                    |                                    |
| hexagonal              | Hexagonal           |                                   |                                    |                                    |
| cúbico                 | P                   | B                                 | F                                  |                                    |
| cúbico                 | Cúbica, simple      | Cúbica, centrada en el cuerpo     | Cúbica, centrada en las caras      |                                    |

## Base atómica
En el caso más sencillo, a cada punto de red le corresponderá un átomo, pero en estructuras más complicadas, como materiales cerámicos y compuestos, cientos de átomos pueden estar asociados a cada punto de red formando celdas unitarias extremadamente complejas. La distribución de estos átomos o moléculas adicionales se denomina base atómica y esta nos da su distribución dentro de la celda unitaria.
Existen dos casos típicos de bases atómicas. La estructura del diamante y la hexagonal compacta. Para redes bidimensionales un caso ejemplar sería el grafito cuya estructura sigue un patrón de red en panal.
| Estructura                         | a (r)                 | Número de coordinación | Número de átomos por celda | Factor de empaquetamiento | Ejemplos                            |
| ---------------------------------- | --------------------- | --- | -------------------------- | ------------------------- | ----------------------------------- |
| Cúbica simple (CS)                 | a = 2r                | 6 | 1                          | 0,52                      | Po                                  |
| Cúbica centrada en el cuerpo (BCC) | a = 4r/√3             | 8 | 2                          | 0,68                      | Fe, W, Mo, Nb, Ta, K, Na, V, Cr, Zr |
| Cúbica centrada en las caras (FCC) | a = 4r/√2             | 12 | 4                          | 0,74                      | Cu, Al, Au, Ag, Pb, Ni, Pt          |
| Hexagonal Simple (HS)              | a = 2r                | 8 | 3                          | 0,60                      | Pm, Tl, Tc, Gd, Tb, Lu              |
| Hexagonal compacta (HCP)           | a = 2r                | Parámetro para obtener el número de coordinación = c/a c = Altura de la celda hexagonal a= Lado de la celda hexagonal \| Número de coordinación \| Número de coordinación \| \| Si (c/a) < (√8/√3) \| N.º coordinación = 6 \| \| ---------------------- \| ---------------------- \| \| Si (c/a) = (√8/√3) \| N.º coordinación = 12 \| \| Si (c/a) > (√8/√3) \| N.º coordinación = 6 \| | 6                          | 0,74                      | Ti, Mg, Zn, Be, Co, Zr, Cd          |
| Número de coordinación             |                       | |                            |                           |                                     |
| Si (c/a) < (√8/√3)                 | N.º coordinación = 6  | |                            |                           |                                     |
| Si (c/a) = (√8/√3)                 | N.º coordinación = 12 | |                            |                           |                                     |
| Si (c/a) > (√8/√3)                 | N.º coordinación = 6  | |                            |                           |                                     |

Los nombres (BCC, HCP, FCC) están en nomenclatura internacional o inglesa.